# Ulrich Hunger
Ulrich Hunger (* 27. März 1952 in Hameln) ist ein deutscher Germanist und Archivar. Von 1986 bis 2017 leitete er das Universitätsarchiv Göttingen.

## Leben und Wirken
Ulrich Hunger studierte ab 1972 Germanistik, Geschichte, Pädagogik und Philosophie an der Universität Göttingen. Nach dem Staatsexamen für den höheren Schuldienst 1977 promovierte er dort 1982 bei Klaus Düwel mit einer Arbeit über die „Runenkunde im Dritten Reich“. Kurze Zeit war er wissenschaftlicher Mitarbeiter an der Herzog-August-Bibliothek in Wolfenbüttel. Dann trat er 1982 als Bibliotheksreferendar an der Staats- und Universitätsbibliothek Göttingen in die Ausbildung für den höheren Bibliotheksdienst ein und absolvierte die Fachprüfung hierfür 1984 an der Fachhochschule für Bibliotheks- und Dokumentationswesen in Köln. Nach einer befristeten Tätigkeit als wissenschaftlicher Angestellter am Max-Planck-Institut für Geschichte in Göttingen wurde er 1985 wissenschaftlicher Mitarbeiter am DFG-Projekt „Wissenschaftsgeschichte der deutschen Literaturwissenschaft“ an der Universität Bielefeld. Ab 1986 leitete er (bis 2017) als erster hauptamtlicher Amtsträger das Universitätsarchiv Göttingen. S. Seine Nachfolge trat 2018 Holger Berwinkel an.
1998 wurde Ulrich Hunger in den Beirat des Niedersächsischen Heimatbundes berufen. Im Jahr 2000 erhielt er als journalistische Auszeichnung den ersten Preis der Alexander-Stiftung für seinen Beitrag „Hamsterdrama zu Göttingen“, erschienen 1999 in Die Zeit.
In seinen zahlreichen Veröffentlichungen beschäftigt sich Hunger zum einen mit der Wissenschaftsgeschichte der Germanistik, vor allem während des 19. Jahrhunderts und des Dritten Reiches, außerdem mit der Geschichte der Universität Göttingen.

## Veröffentlichungen
- Die Runenkunde im Dritten Reich. Ein Beitrag zur Wissenschafts- und Ideologiegeschichte des Nationalsozialismus (= Europäische Hochschulschriften, Reihe 3, Bd. 227). Lang, Frankfurt/M. 1984, ISBN 3-8204-8072-2 (Dissertation Universität Göttingen).
- Geschichte der Göttinger Stadtbibliothek von 1934 bis 1961 (= Arbeiten zur Geschichte des Buchwesens in Deutschland, Bd. 11). Bautz, Herzberg 1984, ISBN 3-88309-021-2.
- (Bearb.): Geschichtswissenschaft in der Bundesrepublik Deutschland. Institutionen der Forschung und Lehre. Im Auftr. des Verbandes der Historiker Deutschlands und unter Mitwirkung von Ulrich Hunger hrsg. von Rudolf Vierhaus, Göttingen 1985.
- (Mithrsg.): 250 Jahre Georg-August-Universität Göttingen. Ausstellung im Auditorium 19. Mai -12. Juli 1987. Hrsg. von Gustav Beuermann, Margrit Hische, Ulrich Hunger u. a. Göttingen 1987.
- Romantische Germanistik und Textphilologie. Konzepte zur Erforschung mittelalterlicher Literatur zu Beginn des 19. Jahrhunderts. In: Deutsche Vierteljahrsschrift für Literaturwissenschaft und Geistesgeschichte, Bd. 61 (1987), S. 42–68.
- Die Universität Göttingen nach 1945 und der Wiederbeginn der Erwachsenenbildung. In: Klaus Düwel (Hrsg.): Volkshochschule Göttingen 1948. VHS, Göttingen 1988, S. 79–104.
- Das Universitätsarchiv, Gedächtnis der Georgia Augusta. In: Georgia Augusta. Nachrichten aus der Universität Göttingen, Nr. 49 (1988), S. 25–39.
- (Red.): Exodus Professorum. Akademische Feier zur Enthüllung einer Ehrentafel für die zwischen 1933 und 1945 entlassenen und vertriebenen Professoren und Dozenten der Georgia Augusta am 18. April 1989. Mit Beitr. von Norbert Kamp und Artur Levi und ausgewählten Zeugnissen aus Briefen und Dokumenten der entlassenen Professoren, Göttingen 1989 (=Göttinger Universitätsreden, Bd. 86). Vandenhoeck & Ruprecht, Göttingen 1989, ISBN 3-525-82640-0.
- Die "stille Pflege der Wissenschaften". Ein Querschnitt durch die Geschichte der Universität Göttingen in den letzten hundert Jahren. In: Hans-Georg Schmeling (Hrsg.): 100 Jahre Göttingen und sein Museum. Städtisches Museum, Göttingen 1989, S. 247–266:
- Altdeutsche Studien als Sammeltätigkeit. In: Jürgen Fohrmann (Hrsg.): Wissenschaft und Nation. Studien zur Entstehungsgeschichte der deutschen Literaturwissenschaft ; [Karl Otto Conrady zum 65. Geburtstag gewidmet]. Fink, München 1991, S. 89–98, ISBN 3-7705-2654-6.
- Die Göttinger Germanistik von 1933 bis 1945. Institution, Wissenschaft, Gelehrte im Dritten Reich. In: ders., (mit Karl Stackmann u. Eva Willms): Drei Kapitel aus der Geschichte der Göttinger Germanistik (= Göttinger Universitätsreden, Bd. 88). Vandenhoeck & Ruprecht, Göttingen 1991, S. 47–69, ISBN 3-525-82642-7.
- Die altdeutsche Literatur und das Verlangen nach Wissenschaft. Schöpfungsakt und Fortschrittsglaube in der Frühgermanistik. In: Jürgen Fohrmann (Hrsg.): Wissenschaftsgeschichte der Germanistik im 19. Jahrhundert. Metzler, Stuttgart 1994, S. 236–263, ISBN 3-476-00990-4.
- Gründung oder Prozeß. Die Entwicklung der wissenschaftlichen Germanistik, ein Werk Jacob Grimms? In: Jahrbuch der Brüder Grimm-Gesellschaft, Bd. 5 (1995), S. 153–176.
- Germanistik zwischen Geistesgeschichte und "völkischer Wissenschaft". Das Seminar für deutsche Philologie im Dritten Reich. In: Heinrich Becker (Hrsg.): Die Universität Göttingen unter dem Nationalsozialismus. 2. Aufl. Saur, München 1998, S. 365–390, ISBN 3-598-10853-2.
- Deutsche Philologie in Göttingen um 1896. Moriz Heyne und Gustav Roethe zwischen 'Deutschem Wörterbuch' und deutscher Literaturwissenschaft. In: Frank Fürbeth (Hrsg.): Zur Geschichte und Problematik der Nationalphilologien in Europa. 150 Jahre Erste Germanistenversammlung in Frankfurt am Main (1846–1996). Niemeyer, Tübingen 1999, S. 295–312, ISBN 978-3-484-10778-6.
- Die Universität. Die Georg-August-Universität um 1800. In: Elmar Mittler (Hrsg.): "Der gute Kopf leuchtet überall hervor". Goethe, Göttingen und die Wissenschaft. Wallstein-Verlag, Göttingen 1999, S. 28–39, ISBN 3-89244-367-X.
- Göttinger Universitätsgeschichte. Ein Rückblick auf zweieinhalb Jahrhunderte. In: Karl Heinrich Kaufhold (Hrsg.): 200 Jahre Sparkasse Göttingen 1801–2001. Älteste deutsche kommunale Sparkasse. Deutscher Sparkassen-Verlag, Stuttgart 2001, S. 385–405, ISBN 3-09-303875-8.
- Das Universitätsarchiv. Institution zwischen Verwaltung und Forschung. In: Dietrich Hoffmann (Hrsg.): "Ganz für das Studium angelegt". Die Museen, Sammlungen und Gärten der Universität Göttingen. Wallstein, Göttingen 2001, S. 22–28, ISBN 3-89244-452-8.
- Die Georgia Augusta als hannoversche Landesuniversität. Von ihrer Gründung bis zum Ende des Königreichs. In: Dietrich Denecke u. a. (Hrsg.): Göttingen. Geschichte einer Universitätsstadt. Bd. 2. Vandenhoeck & Ruprecht, Göttingen 2002, S. 141–213, ISBN 3-525-36197-1.
- Ulrich Hunger und Hermann Wellenreuther (Hrsg.): Spezialinventar zur Geschichte der Mathematik und Naturwissenschaften an der Universität Göttingen von 1880-1933. Ein Führer zu den archivalischen Quellen. bearb. von Martin Fimpel (= Schriften des Universitätsarchivs Göttingen. Band 1). Göttingen 2002 (uni-goettingen.de [PDF]).
- Zufall oder Bestimmung? Der Weg des Germanisten Friedrich Neumann zum politischen Rektorat 1933–38. In: Wilhelm Heizmann (Hrsg.): Runica, Germanica, Mediaevalia (= Ergänzungsbände zum Reallexikon der Germanischen Altertumskunde, Bd. 37). De Gruyter, Berlin 2003, S. 309–347, ISBN 3-11-017778-1.
- Friedrich Neumann und der Nationalsozialismus. Eine biographische Fallstudie zum Verhältnis von Wissenschaft und Politik. In: Göttinger Jahrbuch, Bd. 53 (2005), S. 95–124.
- Die Georg-August-Universität als landesherrliche Gründung. Ein Bericht über ihre Genese. In: Elmar Mittler (Hrsg.): "Eine Welt allein ist nicht genug". Großbritannien, Hannover und Göttingen 1714–1837 (= Göttinger Bibliotheksschriften, Bd. 31). Niedersächsische Staats- und Universitätsbibliothek, Göttingen 2005, S. 99–114, ISBN 3-930457-75-X.
- Die Universitätsstadt Göttingen. In: Hubert Steinke (Hrsg.): Albrecht von Haller. Leben – Werk – Epoche. Wallstein, Göttingen 2008, S. 99–118, ISBN 978-3-8353-0264-8.
- Wissenschaft und Ideologie. Die Runenkunde im Nationalsozialismus. In: Uwe Puschner (Hrsg.): Völkisch und national. Zur Aktualität alter Denkmuster im 21. Jahrhundert. Wissenschaftliche Buchgesellschaft, Darmstadt 2009, S. 312–328, ISBN 3-534-20040-3.
- Das Universitätsarchiv Göttingen und die Wissenschaftsgeschichte. Anfänge, Entwicklung, Bestände, Aufgaben und Probleme einer Dienstleistungseinrichtung: In: Bulletin der Polnischen Historischen Mission, Universität Würzburg, Bd. 6 (2011), S. 125–141.
- Nationaler Chauvinismus und universitäre Tradition. Die Universität Göttingen im Ersten Weltkrieg. In: Göttinger Jahrbuch, Bd. 63 (2015), S. 141–162.
- Runenkunde. In: Michael Fahlbusch u. a. (Hrsg.): Handbuch der Völkischen Wissenschaften. Akteure, Netzwerke, Forschungsprogramme. 2. Aufl. Bd. 2. De Gruyter, Berlin 2017, S. 1127–1139, ISBN 978-3-11-043891-8.
- 22 Semesterchroniken vom Wintersemester 1990/91 bis zum Wintersemester 2001/02. In: Georgia Augusta. Nachrichten aus der Universität Göttingen, Universitätsbund, Göttingen, Bd. 54 (1991) bis Bd. 75 (2001).